# Премія Сіль
Національна ресторанна премія «Сіль» — щорічна українська премія для закладів харчування.
Заснована у 2013 році Андрієм Скіпьяном, керівником компанії Hoteliero. До складу журі премії входять провідні фахівці й підприємці в галузі харчування та ресторанного бізнесу України. Візіонер премії — ресторатор Сава Лібкін.
Як приз переможці премії отримують мідну пательню французького бренду de Buyer, що слугує знаком якості ресторану.
Переможців обирають серед закладів, які самостійно подались на конкурс, а також серед закладів, номінованих експертами конкурсу. У премії не беруть участь переможці минулого року та заклади членів журі.

## Премія Сіль 2018
У 2018 році в премії було введено нову методологію оцінювання закладів і розширино склад журі. Було також запроваджено три нові номінації: «Найкраща точка вуличної їжі», «Найкраще кафе-пекарня» і «Найкращий паб».
Переможцями 2018 року стали:
- Відкриття року — Mimosa Brooklyn Pizza, Київ.
- Найкраща кав'ярня — One Love espresso bar, Київ.
- Найкраще міське кафе — ЖЗЛ, Київ.
- Найкращий заміський ресторан — Terrace, заміський комплекс Edem Resort Medical & SPA, Львівська область.
- Найкращий рибний ресторан — Catch Seafood Restaurant, Київ.
- Найкращий паб — Кеды искусствоведа, Дніпро.
- Найкращий м'ясний ресторан — Гудман, Київ.
- Найкраща кондитерська — Honey, Київ.
- Найкращий ресторан при готелі — VOGUE Café, при Fairmont Grand Hotel, Київ.
- Найкраще кафе-пекарня — Bakehouse, Київ.
- Найкращий пивний ресторан — Солом'янська броварня, Київ.
- Найкращий ресторан української кухні — Хуторець на Дніпрі, Київ.
- Найкращий бар — Parovoz Speak Easy, Київ.
- Найкращий ресторан національної кухні  — Chang В'єтнамська Бістрономія, Київ.
- Ресторан з найкращою винною картою — Bernardazzi, Одеса.
- Найкращий заклад вуличної їжі — Furgoneta, Київ.

## Премія Сіль 2019
У 2019 році переможців було обрано у 18 номінаціях. Зокрема, порівняно з минулими роками, було додано дві нові номінації: «Найкращий винний бар» і «Найкращий азійський ресторан». Також уперше до участі не допускали минулорічних переможців.
До складу журі увійшли шеф-кухарі Євген Клопотенко та Юрій Ковриженко, засновник Ulichnaya Eda Роман Тугашев, бренд-шеф «Сільпо» Марко Черветті та архітектор Олег Волосовський.
Аудитором премії виступила міжнародна компанія РСМ Україна (RSM Ukraine).
Переможцями 2019 року стали:
- Відкриття року – ресторан Рыночные отношения, Дніпро.
- Ресторан з найкращою винною картою – Vino e Cucina, Київ.
- Найкращий м’ясний ресторан – Beef, Київ.
- Найкращий рибний ресторан – Odessa, Київ.
- Найкраще міське кафе – Dizyngoff, Одеса.
- Найкращий ресторан української кухні – Канапа, Київ.
- Найкращий ресторан національної кухні – Чічіко, Київ.
- Найкращий ресторан азійської кухні – Spicy NoSpicy, Київ.
- Найкращий паб – Varvar Bar, Київ.
- Найкращий винний бар – Win Bar, Київ.
- Найкращий бар – Benedict Daily Bar, Харків.
- Найкращий пивний ресторан – This is Пивбар, Київ.
- Найкраща кондитерська – Milk Bar, Київ.
- Найкраще кафе-пекарня – Живий хліб, Львів.
- Найкраща кав'ярня – Foundation Coffee Roasters, Одеса.
- Ресторан при готелі – Comme Il Faut, Київ.
- Найкращий заміський ресторан – Fabius, Київ.
- Найкращий заклад вуличної їжі – Божественный тако, Одеса.

## Премія Сіль 2020
У 2020 році переможці були відібрані у 18 номінаціях із 2250 номінованих закладів. Відбір проходив у 5 етапів експертами, до яких входить 180 фахівців ресторанної індустрії країни. Цього року організатори відмовилися від номінації за найкращу вуличну їжу, яку нагороджували впродовж кількох минулих років.
До фіналу премії увійшло 160 закладів із 20 міст України. Судді премії відвідували відібрані заклади між оголошенням фіналістів у липні та серединою жовтня. Фіналістів оцінювали 28 членів журі за напрямками: кухня, сервіс, атмосфера та спеціалізація.
Церемонія нагородження відбулась у Києві у КВЦ «Парковий», звідки проходила онлайн-трансляція, бо звичним урочистостям завадили карантинні обмеження через пандемію коронавірусу.
Аудитором премії виступила міжнародна компанія Grant Thornton Ukraine.

### Переможці та фіналісти 2020 року
Переможцями та фіналістами премії у 2020 році стали:
| Найкраща кав'ярня | Найкращий м'ясний ресторан |
| --- | --- |
| - Тишина.espresso bar, Одеса - ONE LOVE espresso bar St. Nicholas Cathedral, Київ - Палярня Чехович, Львів                                                          | - НАЖИВО, Київ - Sazha Wine and Meet, Суми                                                                                    |
| Найкращий рибний ресторан | Найкращий ресторан української кухні                                                                                          |
| - Catch Seafood Restaurant, Київ - Egersund Seafood, Київ (Sky Mall) - Di Mare, Одеса                                                                               | - Ресторація Шпігеля, Хмельницький - Barvy, Київ - Родичі, Жашків                                                             |
| Найкращий ресторан національної кухні | Найкраща кондитерська |
| - Osteria Il Tartufo, Харків - Shoti, Київ - Мамой Клянусь, Дніпро                                                                                                  | - Tort’n’tart, Одеса - Honey, Київ (Ярославів вал, 20) - Pierre – La Sweet Boutique, Одеса                                    |
| Найкращий ресторан з винною картою | Найкращий пивний ресторан |
| - Bernardazzi, Одеса - Bassano Ristorante, Київ - Wine Club, Харків                                                                                                 | - AltBier, Харків - Кумпель на Митній, Львів - Солом’янська броварня, Київ (Солом’янська площа, 2Б)                           |
| Відкриття року | Найкращий бар |
| - Giannivino, Дніпро - Публицист, Київ - BRUNO, Одеса | - Zelda Bar, Одеса - LoggerHead Bar, Киев - Sino Experimental, Львів                                                          |
| Найкраще міське кафе | Найкращий ресторан при готелі                                                                                                 |
| - Gorcafe 1654, Харків - ЖЗЛ, Київ - Zigzag, Київ | - 11 Mirrors Rooftop Restaurant & Bar, Київ - VOGUE café (Fairmont Grand Hotel Kyiv), Київ - Leo Restaurant (Леополіс), Львів |
| Найкращий заміський ресторан | Найкращий пивний бар |
| - Наша Дача, Харків - Terrace by the lake (Edem Resort Medical & SPA), с. Стрілки, Львівська обл. - SHELEST, дамба Київського водосховища, Хотянівка, Київська обл. | - Lisopylka, Київ - DAF PUB craft beer & whiskey, Харків - Craft&Kumpel, Львів                                                |
| Найкраща кафе-пекарня | Найкращий ресторан азійської кухні                                                                                            |
| - Bakehouse (Good Wine), Київ - Хлебный, Київ (вул. Хрещатик, 15, Пасаж) - Denys Suhoviy bakery school, Київ                                                        | - China Ma, Київ - BAO, Київ - Black Sheep, Дніпро                                                                            |
| Найкращий винний бар | New вибір журі |
| - 101 Wine Bar (Good Wine), Київ - Wine Not, Київ - Zwin, Львів | - Любимый Дядя, Київ - Fish&Pussycat Sushi Bar, Київ - Гастрокафе Тарелка, Київ                                               |